# レーティッシュ鉄道Ge2/2形電気機関車

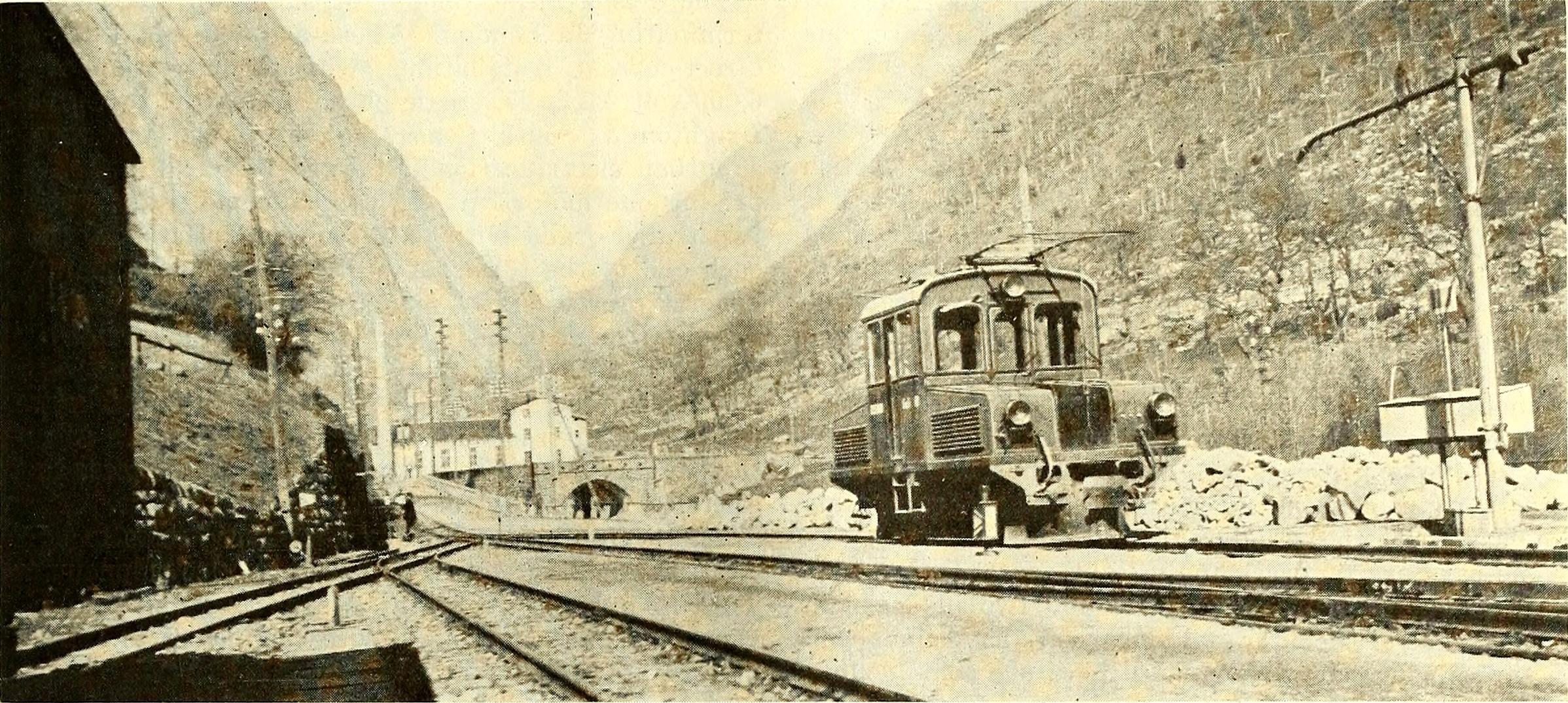
製造当時のGe^{2}形

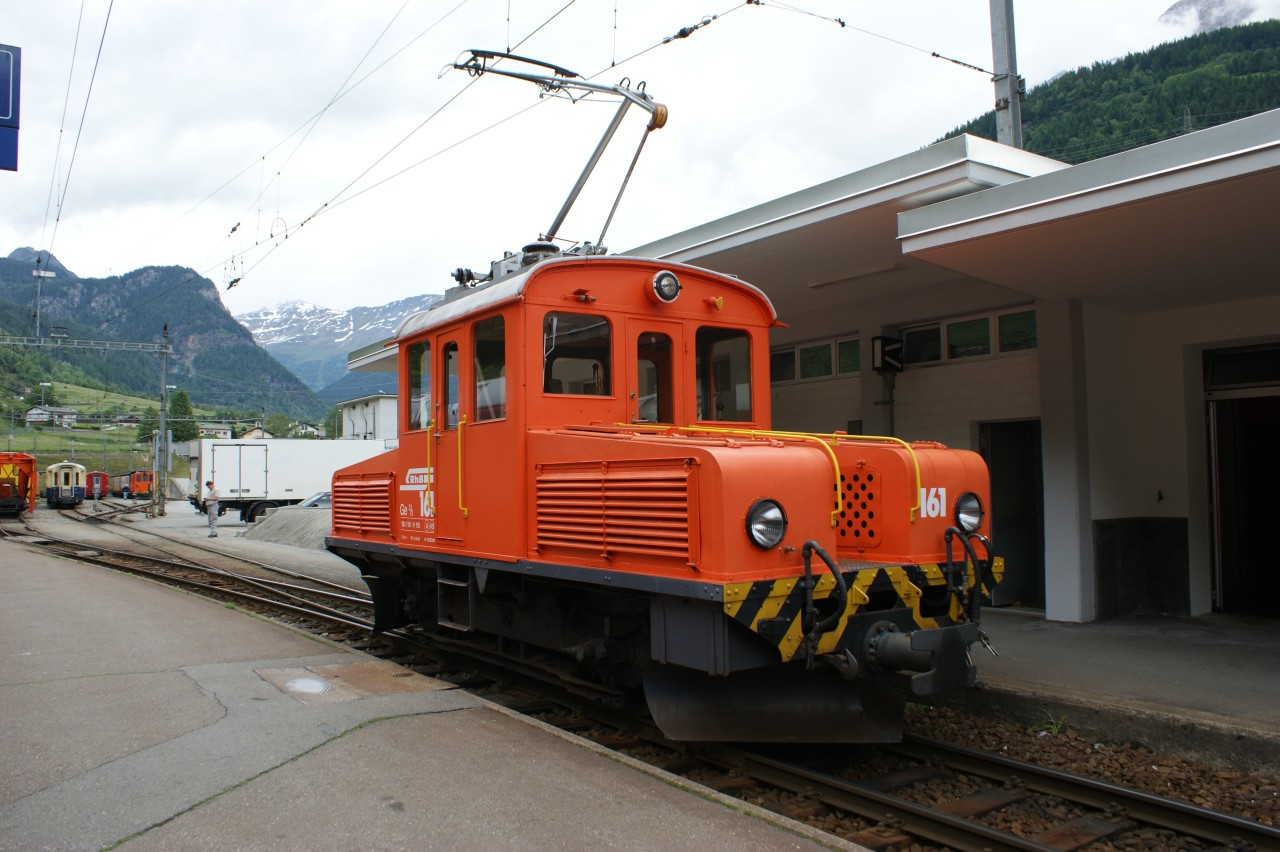
ポスキアーヴォ構内のGe2/2 161号機、ボンネット間の貫通路が特徴、2010年

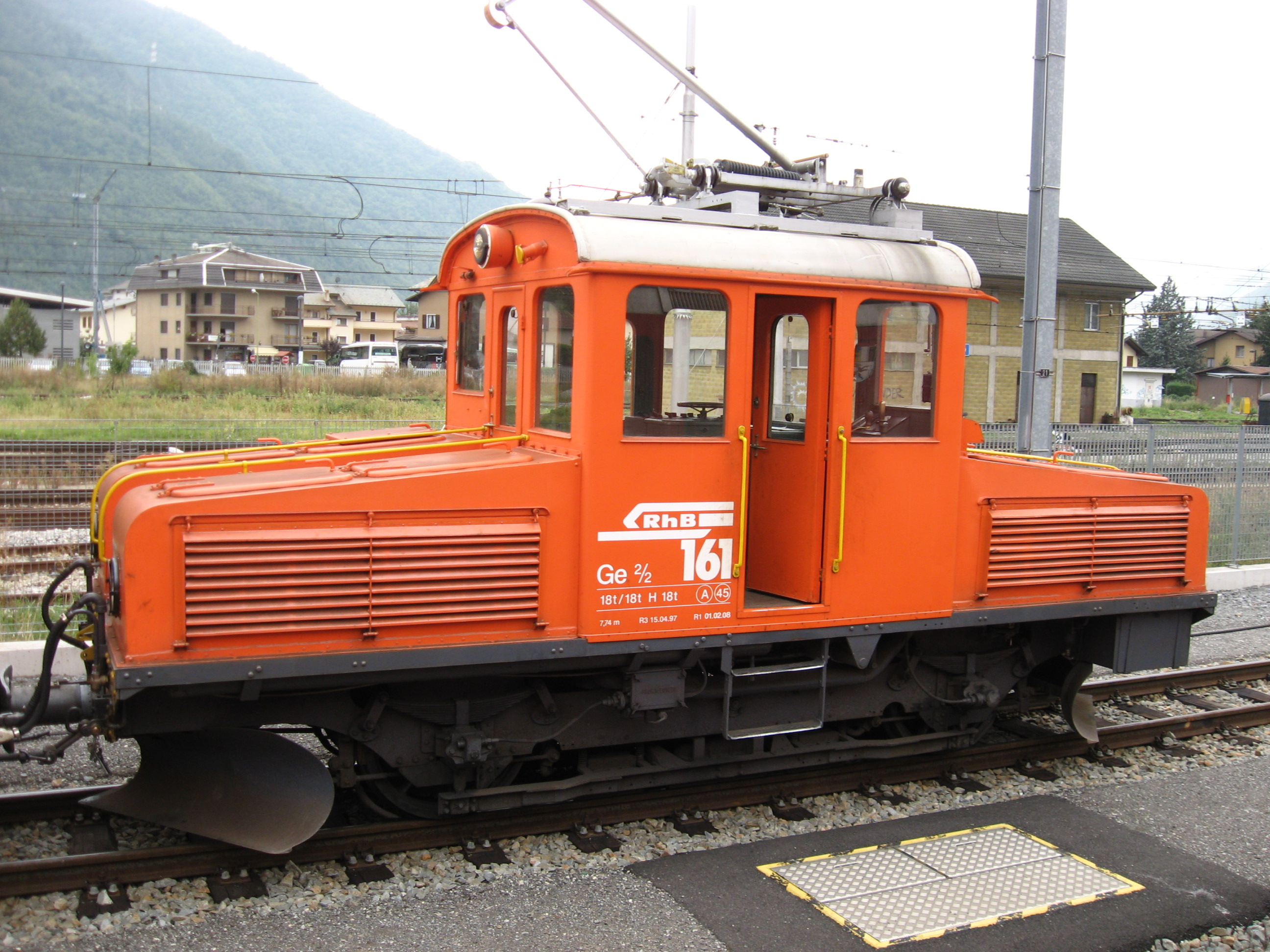
同じくポスキアーヴォ構内のGe2/2 162号機、マスターコントローラーは運転室中央に設置される、2009年

レーティッシュ鉄道Ge2/2形電気機関車（レーティッシュてつどうGe2/2がたでんきかんしゃ）は、スイスのレーティッシュ鉄道（Rhätischen Bahn (RhB)）のベルニナ線（Berninabahn）の山岳鉄道用電気機関車である。

## 概要
1908年にベルニナ鉄道として開業したレーティッシュ鉄道のベルニナ線では、開業時に本線の旅客・貨物列車牽引用としてBCe4 1-14形（後のABe4/4 31-37形など）電車14両が導入され、このほかFe2 51形（後のDe2/2 151形）電動貨車が小列車や工事列車、入換用として用意されていた。その後、1910年の全線開業に際して機材の増備が行われた際に、本線用の電車であるBCFe4 21-23形（後のABe4/4 30形、BDe4/4 38形など）3両とともに工事列車の牽引用および主要駅での入換用として1911年にGe2形の61、62号機として用意された小型電気機関車が本形式であり、車体、機械部分、台車の製造をSIG、電機部分、主電動機の製造をAlioth（のちにBBCに合併）が担当し、価格は1両50,000スイス・フランである。抵抗制御による定格出力154kW/750Vもしくは250kW/1000V、最大牽引力37.6kNの小型機で、その後形式名がGe2/2形となり、ベルニナ鉄道がレーティッシュ鉄道と合併した際に機番整理のための称号改正がなされて161、162号機に改番されているが、ブレーキの改良やパンタグラフの交換など若干の改造を受けながらもほぼ原型のまま約100年以上の長きに渡って使用されている。なお、本形式はベルニナ線が通過するポスキアーヴォの谷の方言でロバを意味する「Asnin」の通称で呼ばれることもある。

## 仕様

### 車体
- 車体は凸形中央運転室式の半鋼製で、凸形ながら正面貫通扉付でボンネットは左右に分割されてその中央が通路となっており、吉野鉄道が1922、1923年にスイスから輸入した1形電気機関車[6]と同様の形態となっている。
- ボンネットは車体端部まで延びており、端部にデッキはないがボンネット間の通路先端には渡り板が設置されている。運転室はほぼ正方形で、前後左右それぞれの中央に乗降扉があり、その左右に窓が設置されている。また、左右のボンネット前部と運転室の貫通扉上の3箇所に引掛式の前照灯が設置されている。
- 運転室は長さ2370mmで、運転台は前後それぞれ貫通扉をはさんで左側に大型のマスターコントローラーが設置され、右側にはブレーキ弁と手ブレーキのハンドルが設置されている。また、ボンネット内は製造時点では、前位左側のものに電動真空ポンプや真空タンクなどの補機類が、その他のものには力行及び発電ブレーキ用の主抵抗器が設置されており、上部に上蓋式の点検口が各2箇所、側面の車体外側にはルーバー、内側の通路部には丸穴付き板の点検口がそれぞれ設置されている。なお、後に161号機の後位右側ボンネットの運転室寄りの上部点検口のみ蓋に小点検蓋が増設されており、161、162号機の外観上の識別点となっている。
- 連結器はねじ式連結器で緩衝器が中央、フック・リングがその左右にあるタイプである。また、車体の前面下部に大型のスノープラウが設置されている。
- 車体塗装は製造時はグレーもしくは緑色であったが、その後茶色に変更となり、屋根および屋根上機器がグレー、床下機器と台車はダークグレーであったが、その後屋根が銀色となっている。さらに1990年前後に茶色が標準であったレーティッシュ鉄道の入換・事業用機のうち、入換用機の標準塗装がオレンジに、事業用機のものが黄色にそれぞれ変更となったことに伴い、本機も車体がオレンジをベースにRhBのロゴ入りの塗装となって現在に至っている。

### 走行機器
- 走行機器は主電動機以外はベルニナ鉄道の主力であったBCe4 1-14形電車と共通の部品を使用しており、制御方式は抵抗制御式で直接制御、高速度遮断器は搭載せず主回路保護は電力ヒューズによるものとしている。また、ブレーキ装置は主制御器による発電ブレーキのほか、手ブレーキ、真空ブレーキ装置を装備しており、基礎ブレーキ装置は両抱き式である。
- 主電動機は定格出力77kW/750V、125kW/1000VのAloth製Typ GTM100直流直巻整流子電動機を2台搭載し、最大牽引力37.6kNの性能を発揮する。
- 台車は軸距3350mm、車輪径970mmの板台枠の単車で軸バネは重ね板バネ、主電動機は動軸の内側に吊掛け式に装荷される。

### 改造
- 1928年に集電装置を大型のビューゲル2基からパンタグラフ1基に交換するとともに、電磁吸着ブレーキの追加を実施している。
- 1961年には61→161、62→162に改番したほか、入換用空気ブレーキ装置が装備され、台枠下部に空気タンクが、ボンネット内に電動空気圧縮機が追加されている。
- 1971、1972年にパンタグラフをSimens製のシングルアーム形1基に交換している。
- そのほか、ボンネット部の前照灯が引掛式から埋込式に改造され、運転室部の前照灯が小型のものに、スノープラウが大型のものに交換されているほか、運転室外板の車体隅部や窓、扉周りの型帯は車体の更新に伴って変化しており、161号機は1970年代初めにはすでに車体角部に小さなRが付いて側面の型帯が無くなり、正面も窓上に太い型帯が通るのみの形態になって現在に至っているが、162号機は2006年まで型帯付きの車体で残り、その後前面、側面とも型帯なしの車体に変更となっているが、車体角部はR無しのままであるほか、同時に運転室後位左側に設置されていた屋根上昇降用ステップ（162号機にのみ装備されていた）と、前後運転室左側窓上の電気連結器が撤去されている。また、162号機は後位側の台枠端梁がリベット組立式から溶接構造のものに改造されている。
- 制御装置はMFO[7]製のものに交換して運転室中央にマスターコントローラー1台を設置して前後運転台共通で使用されるように変更され、併せてブレーキ弁も若干運転室中央寄りに移設されている。また、正面貫通扉下部付近の床面に設置されている主電動機上部点検蓋が右側に拡大されて前後それぞれ右側のボンネット内側が一部切り欠かれ、この部分の正面貫通扉下部がその部分に張り出す形状に変更されている。

### 主要諸元
- 軌間：1000mm
- 電気方式：DC750V（1935年まで）もしくはDC1000V架空線式（1935年以降）
- 最大寸法：全長7740mm、全幅2400mm、全高3840mm（パンタグラフ折畳時）
- 軸配置：B
- 軸距：3350mm
- 動輪径：870mm
- 自重
  - 161：16t
  - 162：18t
- 走行装置
  - 主制御装置：抵抗制御式（直接制御）
  - 主電動機：Type GTM 100直流直巻電動機×2台（定格出力：77kW/750V於18km/h、125kW/1000V於27km/h）
  - 減速比：5.625
- 牽引力：37.6kN（最大）
- 最高速度：45km/h
- ブレーキ装置：発電ブレーキ、手ブレーキ、真空ブレーキ、入換用の空気ブレーキ、電磁吸着ブレーキ

## 運行

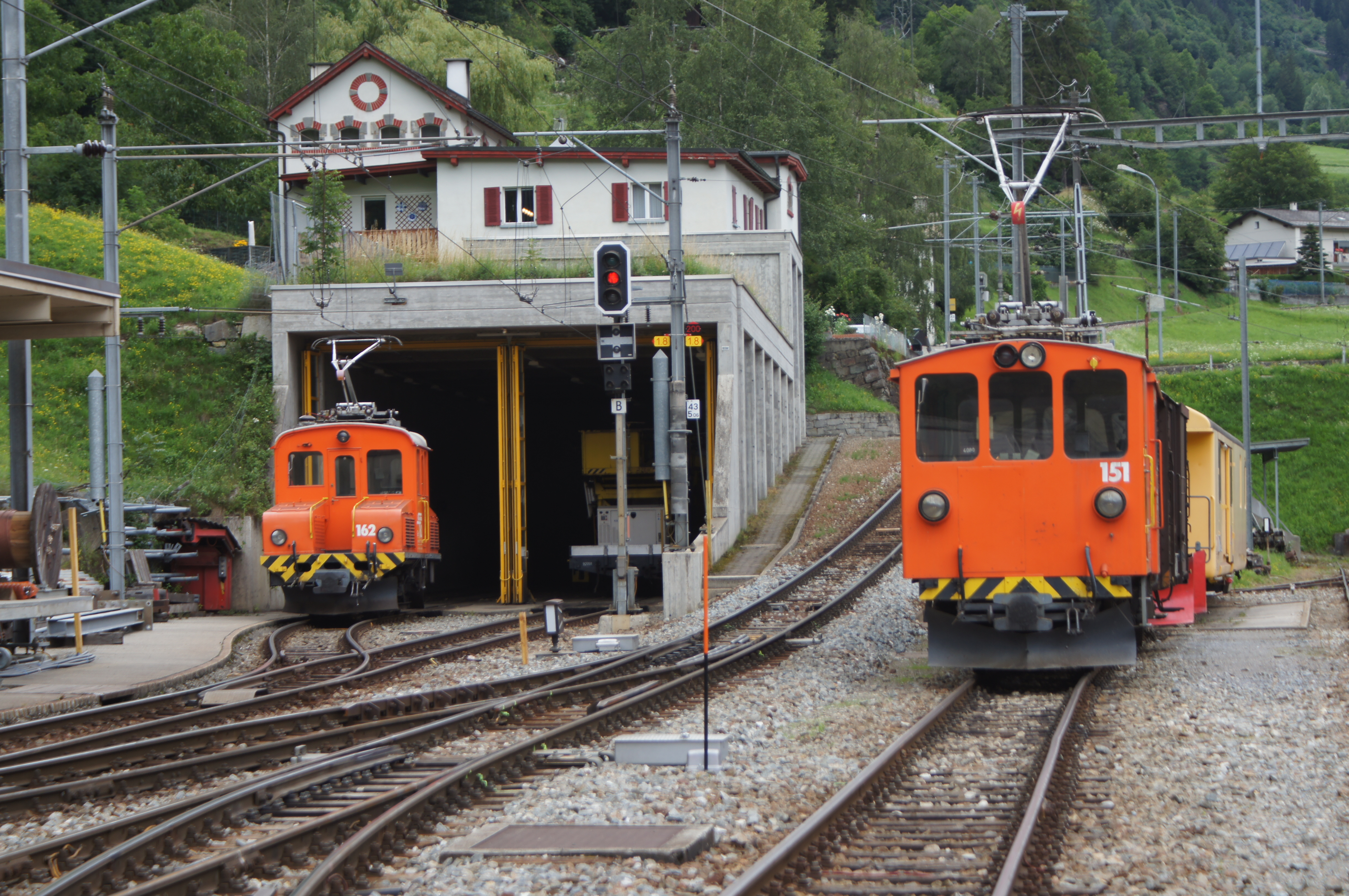
1909年製のDe2/2 151号機とともにポスキアーヴォ駅で入換に使用されるGe2/2 162号機、両機とも製造後100年以上経過している、2014年

- レーティッシュ鉄道のDC1000V区間であるベルニナ線のサンモリッツからイタリアのティラーノ間で使用されているが、この線は全長60.69km、最急勾配70パーミル、最急曲線半径45m、最高高度2253m、高度差1824mの山岳路線である。
- レーティッシュ鉄道のDC1000V区間であるベルニナ線の主要駅における入換や工事列車用に使用され、小貨物列車の牽引に使用されたこともある。
- 運用開始後は2機ともポスキアーヴォの配置となり、入換用としてはポスキアーヴォの駅や機関区、カンポコログノ駅および同貨物駅で使用されるほか、ティラーノ駅、オスピッツォ・ベルニナ駅などで使用されている。

## 参考資料
- 加山　昭 『スイス電機のクラシック 8』 「鉄道ファン (1987-11)」
- Patrick Belloncle, Gian Brünger, Rolf Grossenbacher, Christian Müller 「Das grosse Buch der Rhätischen Bahn 1889 - 2001」 ISBN 3-9522494-0-8
- Woifgang Finke, Hans Schweers 「Die Fahrzeuge der Rhätischen Bahn 1889-1998 band 3: Triebfahrzeuge」 （SCHWEERS + WALL） ISBN 3-89494-105-7
- Claude Jeanmaire 「 Die elektrischen und Dieseltriebfahrzeuge Schweizerischer Eisenbahn Die Gleichstromlinen der Rhätischen Bahn」 （Verlag Eisenbahn） ISBN 3-85649-020-5
- Claude Jeanmarie　「Die Berninabahn」 （Verlag Eisenbahn）　ISBN 3-85649-048-5
- Cyrill Seifert 「Loks der RhB」 （transpress） ISBN 3-613-71412-4